# Ковалевич, Александра Борисовна
Алекса́ндра Бори́совна Ковале́вич (26 октября 1977, Москва) — российская оперная певица, меццо-сопрано. Солистка московского театра «Геликон-Опера», состоит в оперной труппе Большого театра.

## Биография
Александра родилась в Москве, училась по классу скрипки в детской музыкальной школе имени Н. Я. Мясковского. С сентября 2000 года по июнь 2002 года, сменив направление, обучалась на вокальном отделении Академического музыкального училища при Московской государственной консерватории им. П. И. Чайковского (класс В. М. Щербининой). В 2008 году закончила Московскую государственную консерваторию им. П. И. Чайковского (класс народной артистки И. И. Масленниковой).
С ноября 2003 года — стипендиат оперного театра города Цюриха.
С 2008 года солистка театра «Геликон-Опера», г. Москва.

## Награды и достижения
- Лауреат I открытого конкурса кафедры «Академическое пение» ГМПИ им. М. М. Ипполитова-Иванова в Москве (3-я премия, 2002 год).
- Дипломант XI открытого всероссийского студенческого конкурса Bella Voce (2003 год), диплом за лучшее исполнение романса С. В. Рахманинова.
- Лауреат XI московского фестиваля студенческого творчества «Фестос» (I премия и диплом за лучшее исполнение произведения М. И. Глинки, 2004 год).
- Дипломант XLII международного конкурса певцов им. Фр. Виньяса в Барселоне (диплом и специальный приз за лучшую интерпретацию русской музыки, январь 2005 года).
- Лауреат XXIII международного фестиваля дружбы и искусства «Апрельская весна» (апрель 2005 года, Пхеньян, КНДР — Золотой приз).
- Лауреат II международного конкурса оперных артистов Галины Вишневской (2-я премия, май 2008 года, Москва).
- Дипломант конкурса «Большая опера» телеканала «Культура» (ноябрь 2011 года, Москва).
- Лауреат Международного конкурса меццо-сопрано памяти Федоры Барбьери (III премия, Санкт-Петербург, 2012 год).

## Творчество

### Репертуар
- «Танкред» Дж. Россини — Изаура
- «Орфей и Эвридика» К. В. Глюка — Орфей
- «Иоланта» П. И. Чайковского — Марта
- «Евгений Онегин» П. И. Чайковского — Ольга, Филиппьевна
- «Пиковая дама» П. И. Чайковского — Полина, Миловзор
- «Снегурочка» Н. А. Римского-Корсакова — Лель
- «Царская невеста» Н. А. Римского-Корсакова — Любаша
- «Лакме» Л. Делиба — Маллика
- «Севильский цирюльник» Дж. Россини — Розина
- «Царица» Д. Ф. Тухманова — Графиня Брюс, Генеральша Ливен
- «Любовь к трём апельсинам» С. С. Прокофьева — Линетта
- «Кармен» Ж. Бизе — Кармен
- «Норма» В. Беллини — Клотильда

### Концертная деятельность
- ноябрь 2005 года — фестиваль «Болдинская осень» (Нижний Новгород)
- апрель 2005 года — фестиваль «60 лет памяти Победы» (Москва)
- участие в первом исполнении в России оперы Дж. Россини «Танкред» (27 октября 2005 года, Москва)
- участие в первом исполнении в России «Римской мессы» Дж. Б. Перголези (9 ноября 2005 года, Москва)
- ноябрь 2005 года — сольный концерт в малом зале консерватории г. Барселона, Испания
- март 2006 года — сольный концерт в Московском доме актёра
- творческие вечера И. И. Масленниковой